# 寒河江市立病院
寒河江市立病院（さがえしりつびょういん、Sagae City Hospital）は、山形県寒河江市にある医療機関。

## 概要
一般病床56、地域包括ケア病床26床、療養病床16の市立病院で、救急告示病院である。マルチスライスCT、MRIを有する。

### 沿革
- 昭和48年11月 - 現在地に新築移転し寒河江市立病院と名称変更[1]、病床数60床
- 平成2年11月 - 新病院オープン（旧病棟閉鎖）、病床数108床
- 平成4年4月 - 旧病棟52床を供用開始、病床数160床
- 平成4年10月 - 外来棟増設工事完成
- 平成5年3月 - 救急病院告示
- 平成5年10月 - リハビリテーション総合承認施設の承認（県内初）
- 平成11年 - MRI 撮影装置導入（市内初）
- 平成15年8月 - 病床区分「一般病床（急性期）」届出
- 平成20年1月 - クレジットカード利用開始、患者案内ボランティア開始
- 平成20年4月 - 病床数125床に縮小（一般病床113床、亜急性期病床12床）、地域連携室設置
- 平成20年6月 - 院外処方開始、薬剤管理指導実施
- 平成21年2月 - 医療情報システム(フルオーダリングシステム)稼働
- 平成21年4月 - レセプトオンライン請求開始
- 平成24年3月 - 病床数125床（一般病床107床、亜急性期病床18床）
- 平成25年1月 - 病床数125床（一般病床94床、療養病床31床）
- 平成26年10月 - 地域包括ケア病床開設、病床数125床（一般病床84床、地域包括ケア病床10床、療養病床31床）
- 平成27年3月 - 病床数125床（一般病床82床、地域包括ケア病床12床、療養病床31床）
- 平成28年4月 - 地方公営企業法全部適用に移行、病院事業管理者就任
- 平成29年6月 - 病床数125床（一般病床78床、地域包括ケア病床16床、療養病床31床）
- 平成30年12月 - 電子カルテシステム稼働
- 平成31年4月 - 地域医療構想に基づき病棟再編実施、病床数98床に縮小（一般病床56床、地域包括ケア病床26床、療養病床16床）

## 診察科
- 内科
- 整形外科
- 外科
- 皮膚科
- 眼科
- リハビリテーション科

## 部門
- 放射線室
- 薬局
- 臨床検査室
- 手術・中央材料室
- リハビリテーション室
- 第1病棟
- 地域医療連携室
- 第2病棟
- 第3病棟
- 栄養給食室

## 休診日
- 土曜日、日曜日、祝日
- 年末年始（12月29日から1月3日）

## 統合に向けて
西村山地区の人口減少や医師不足に対応するため山形県立河北病院とを統合することで2024年3月28日に山形県と寒河江市が基本合意した。